# ابراهیم بن سنان
ابراهیم بن سنان بن ثابت بن قرّه حرانی ابواسحاق صائبی سده چهارم هجری است. ریاضیدان، پزشک و ستاره‌شناس صائبی مذهب از اعضای دارالحکمه بغداد است.

## زندگی‌نامه
متولد ۲۹۶ (قمری)، ۹۰۹ (میلادی) در بغداد عراق است. پدرش سنان بن ثابت و جدش ثابت بن قرّه هر دو از ریاضیدانان و پزشکان نامور دوره خویش بودند. وی سرانجام در ۳۳۵ (قمری)، ۹۴۶ (میلادی) به علت بیماری کبدی در ۳۸ سالگی در بغداد درگذشت.

## دیدگاه‌های علمی
وی دارای دیدگاهی انتقادی نسبت به تحقیقات دیگران و استقلال فکری بوده‌است. این را می‌توان از ابداع روش جدیدی در تربیع سهمی، همچنین کار دربارهٔ ساعت آفتابی و برخورد انتقادی با نظریات بطلمیوس و ارسطو دریافت.ب